# 惠普ProBook
HP ProBook是由惠普公司制造的面向商务市场的笔记本电脑系列，定位较低。
此系列電腦在中國內地被命名為「惠普戰66筆記本電腦系列」。

## 历史沿革

### ProBook S系列(2012年停产)
2009 年 4 月，惠普推出了 ProBook S 系列笔记本电脑，它是ProBook系列的首代产品。初代S系列包含釆用 Intel 芯片的 4410s、4510s 和 4710s（屏幕尺寸分别为 14"、15.6" 和 17.3" ）和釆用AMD芯片的 4415s 和4515s（屏幕尺寸分别为 14" 和 15.6" ）。惠普随后还于同年 6 月推出了釆用13.3" 屏幕的ProBook 4310s。

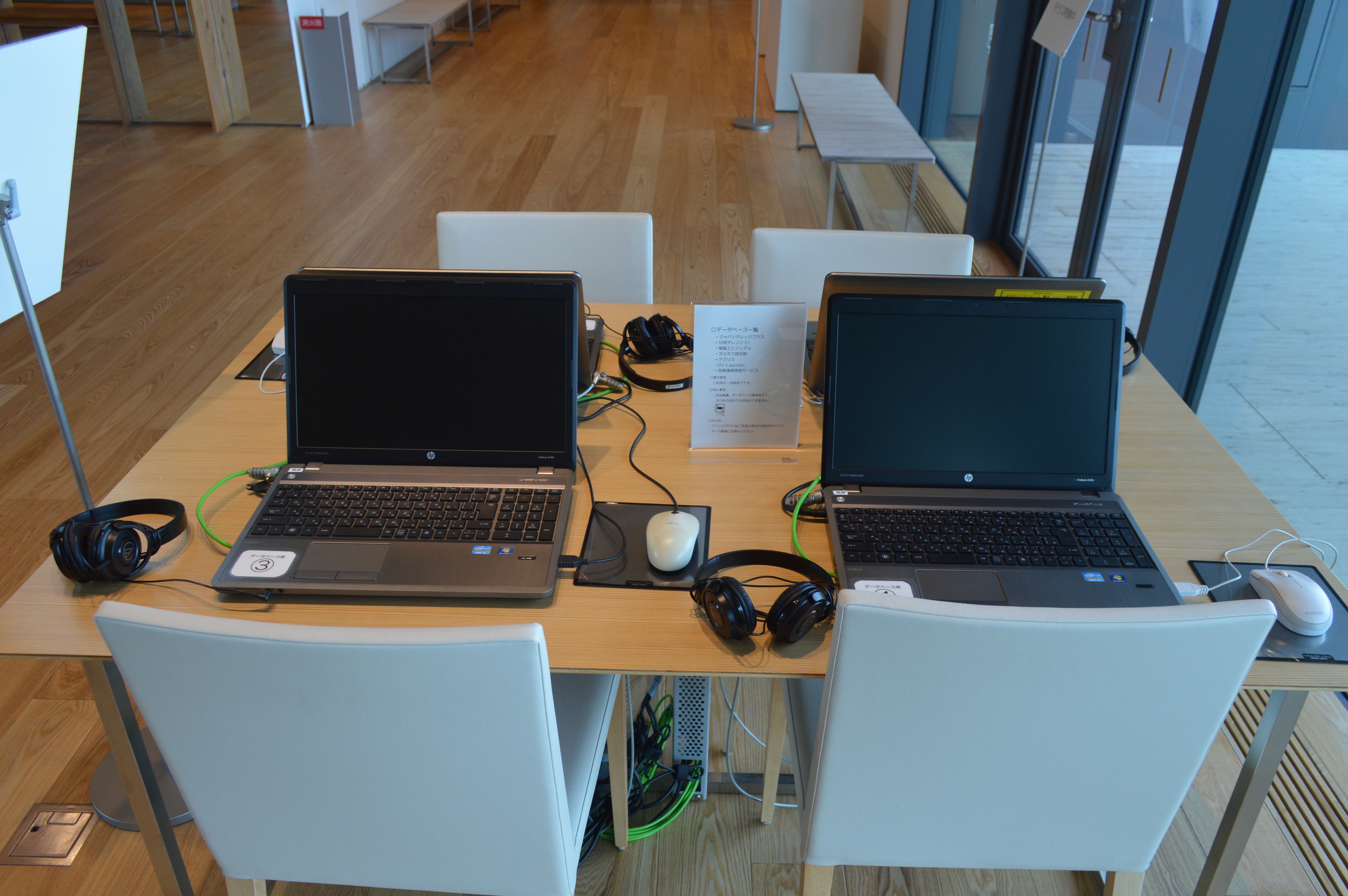
两台ProBook 4540s 15"(2012)

### ProBook B系列(2012年停产)

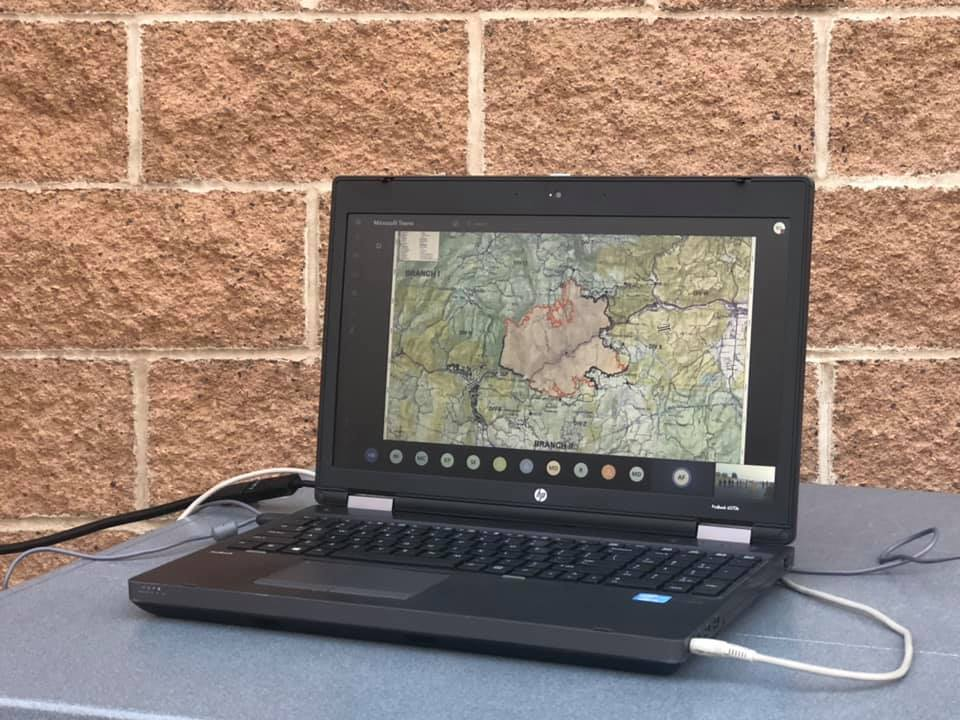
HP ProBook 6570b 15"(2012)

ProBook B 系列于 2009 年 10 月 13 日发布，初代B系列包含两款釆用AMD芯片的机型——14"的 ProBook 6445b 和 15.6"的 Probook 6545b；三个月后，惠普发布了釆用英特尔芯片的14" ProBook 6440b 和 15.6" Probook 6540b。次年的升级款为釆用AMD芯片的 6455b和6555b，以及釆用Intel芯片的 6450b 和 6550b。

### M系列(2011年停产)

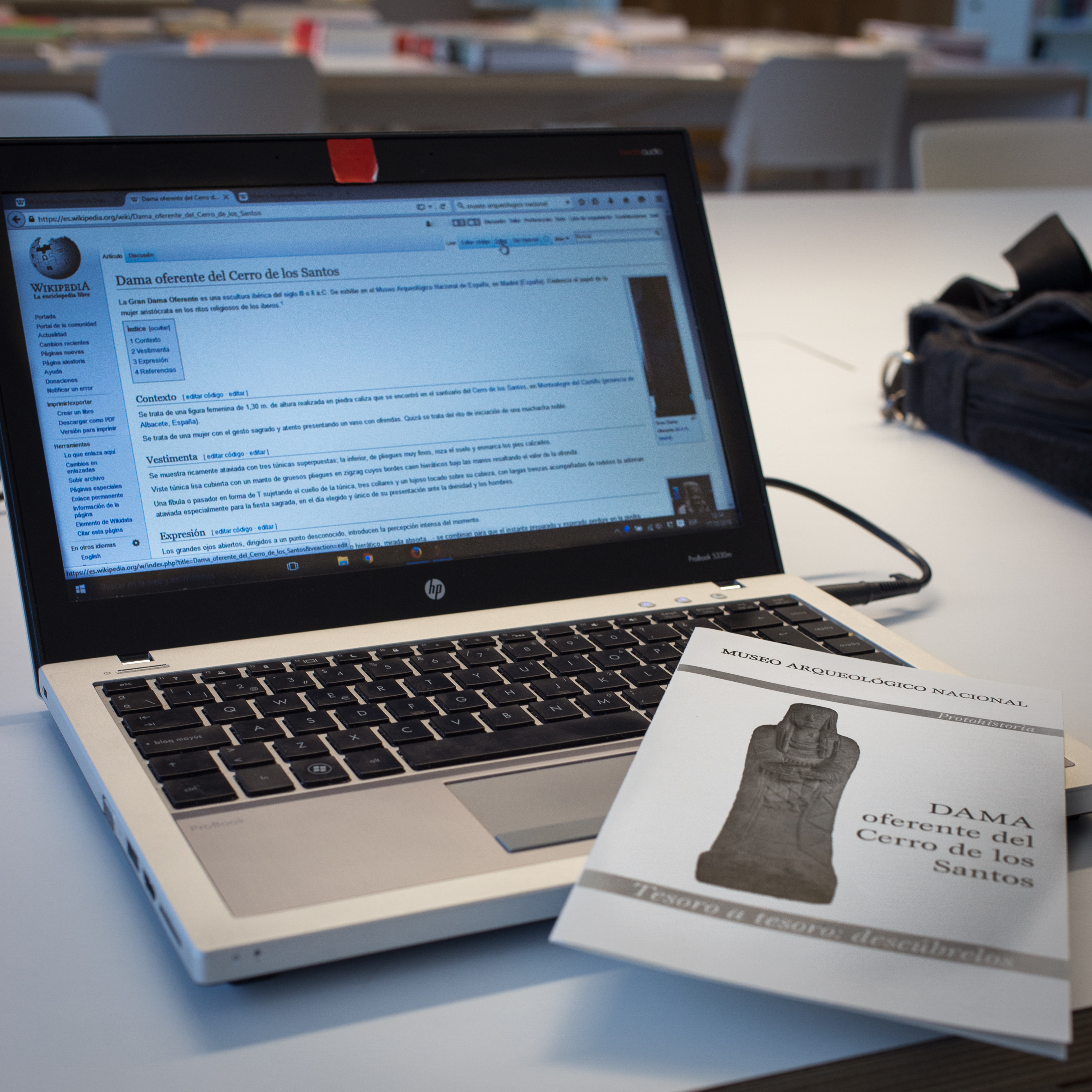
ProBook 5330m 13"(2011)

惠普于 2009 年 9 月推出了5310m，它是M系列首款产品。M系列尺寸大多为12"和13"大小。初代产品5310m采用铝镁合金外壳，重量不到 4磅，厚度不到一英寸。惠普于2010年9月推出的新一代的5320m，紧随其后的则是2011年5月发布的5330m。

### ProBook G系列
惠普于2013年推出了G系列，外壳为铝镁外壳。这条产品线亦为现时的ProBook产品系列。

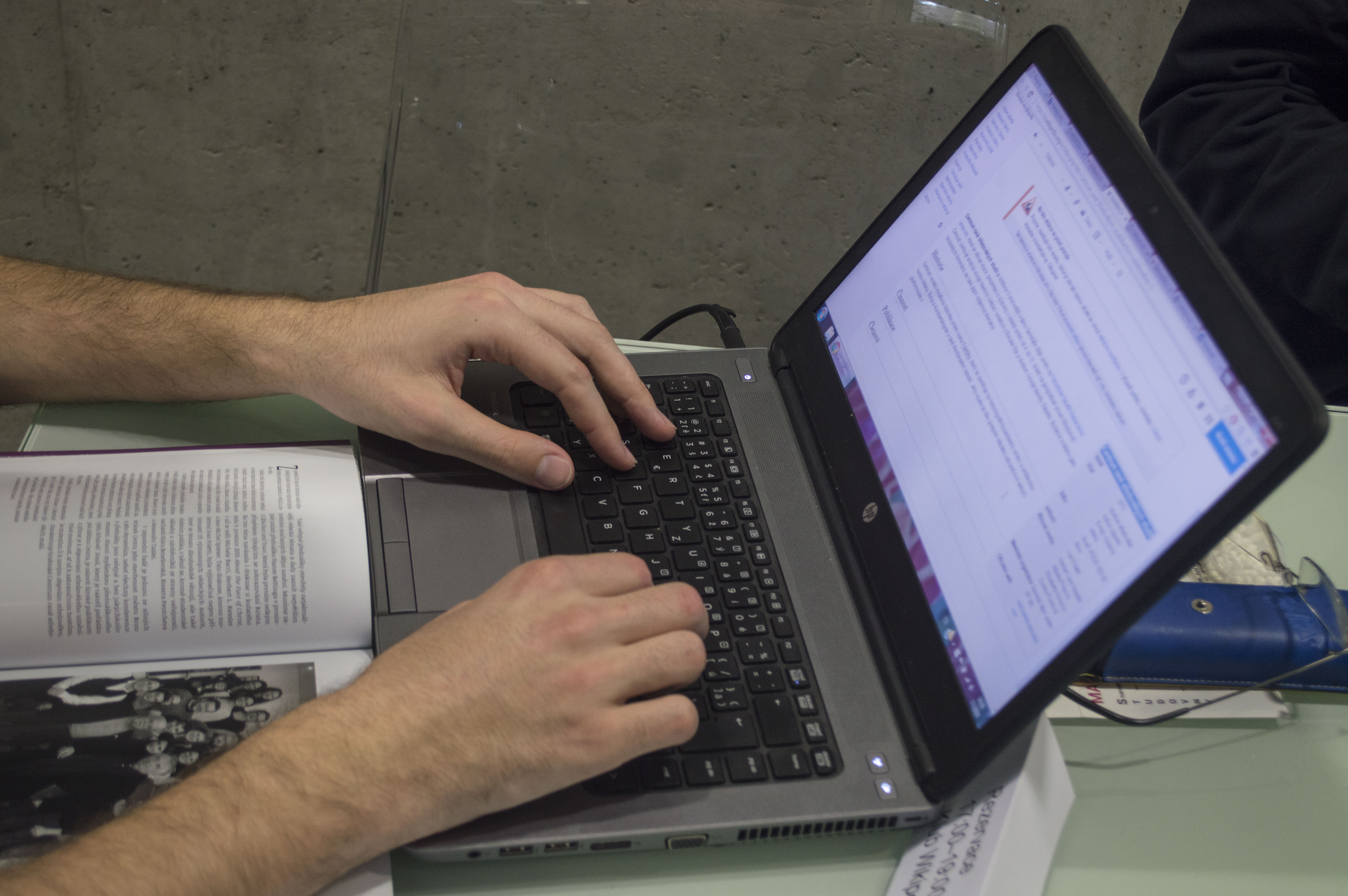
HP ProBook 640 G1

## 图集

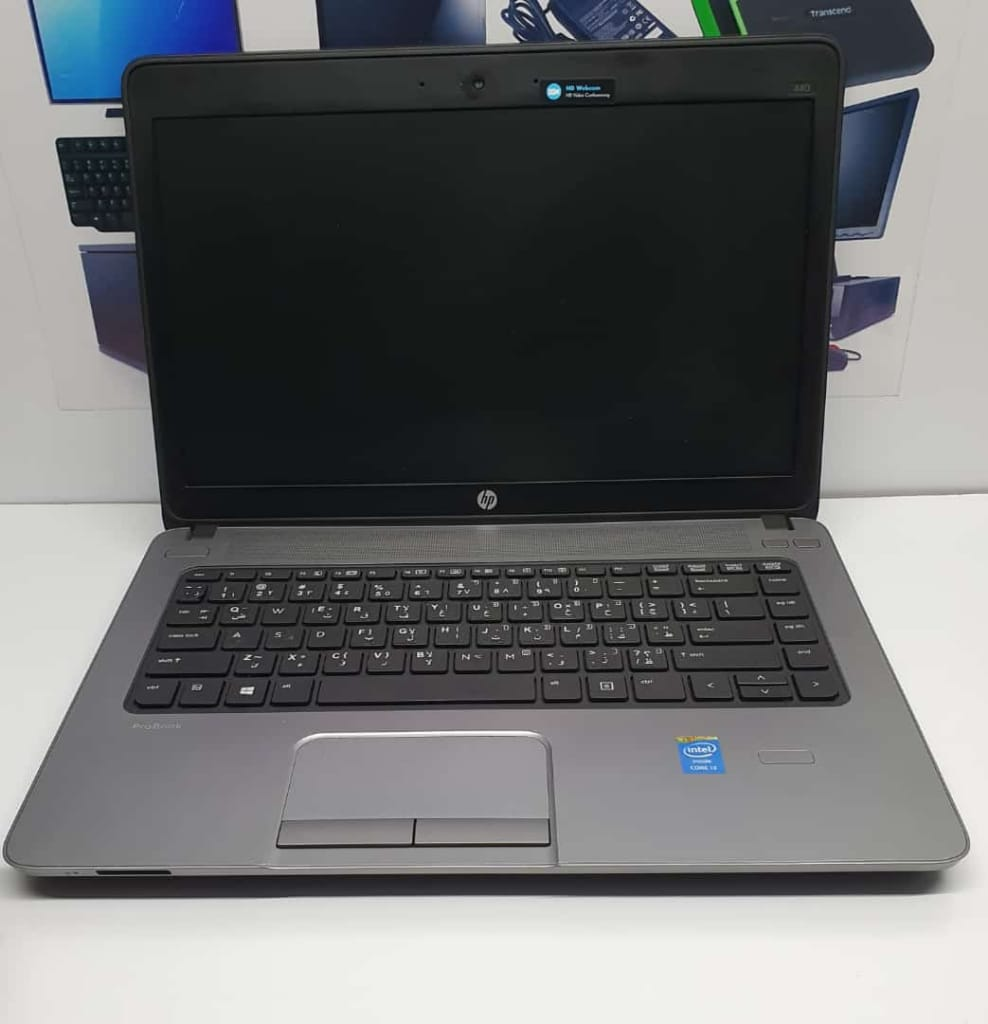
一台ProBook
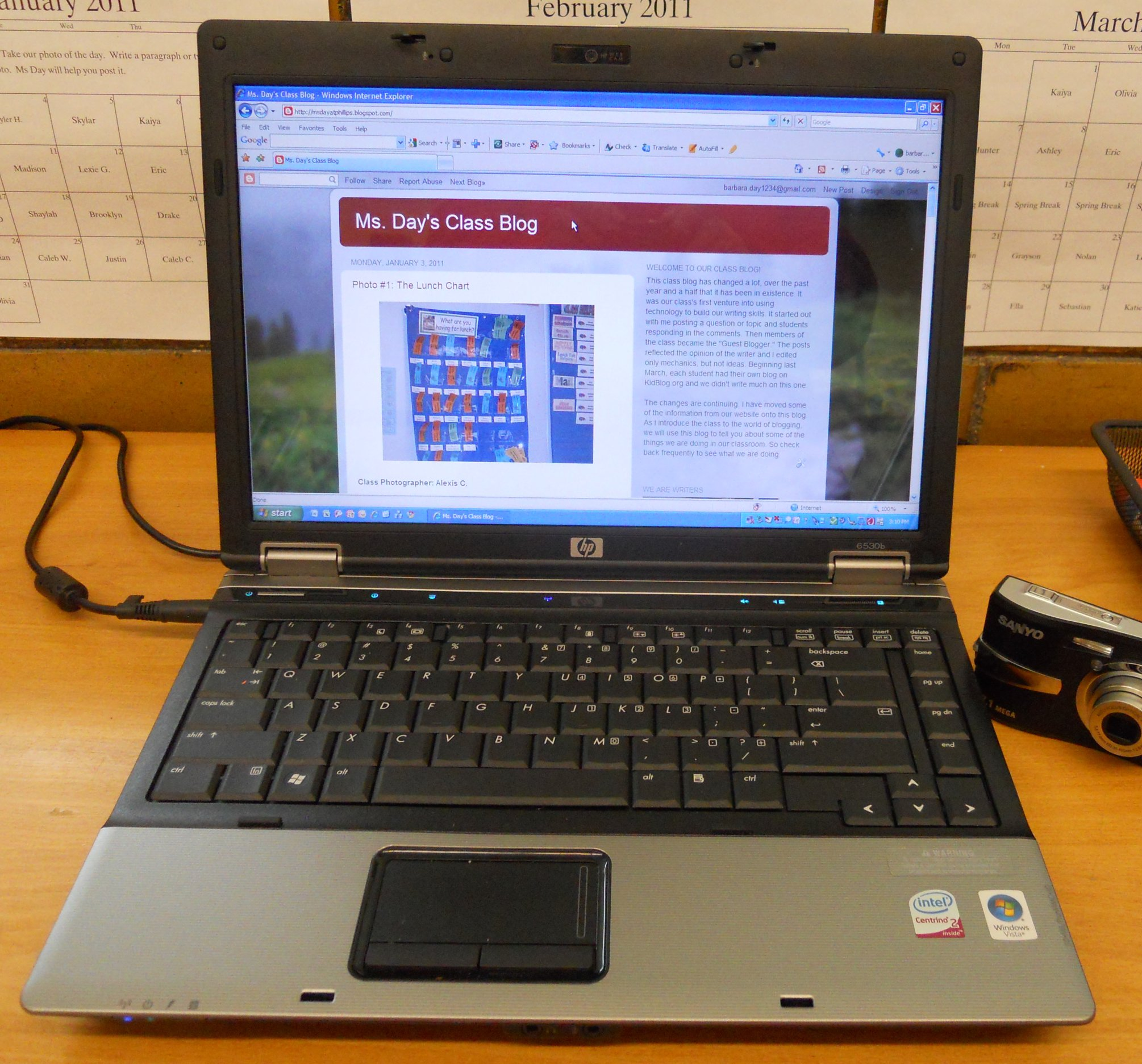
HP ProBook 6530b
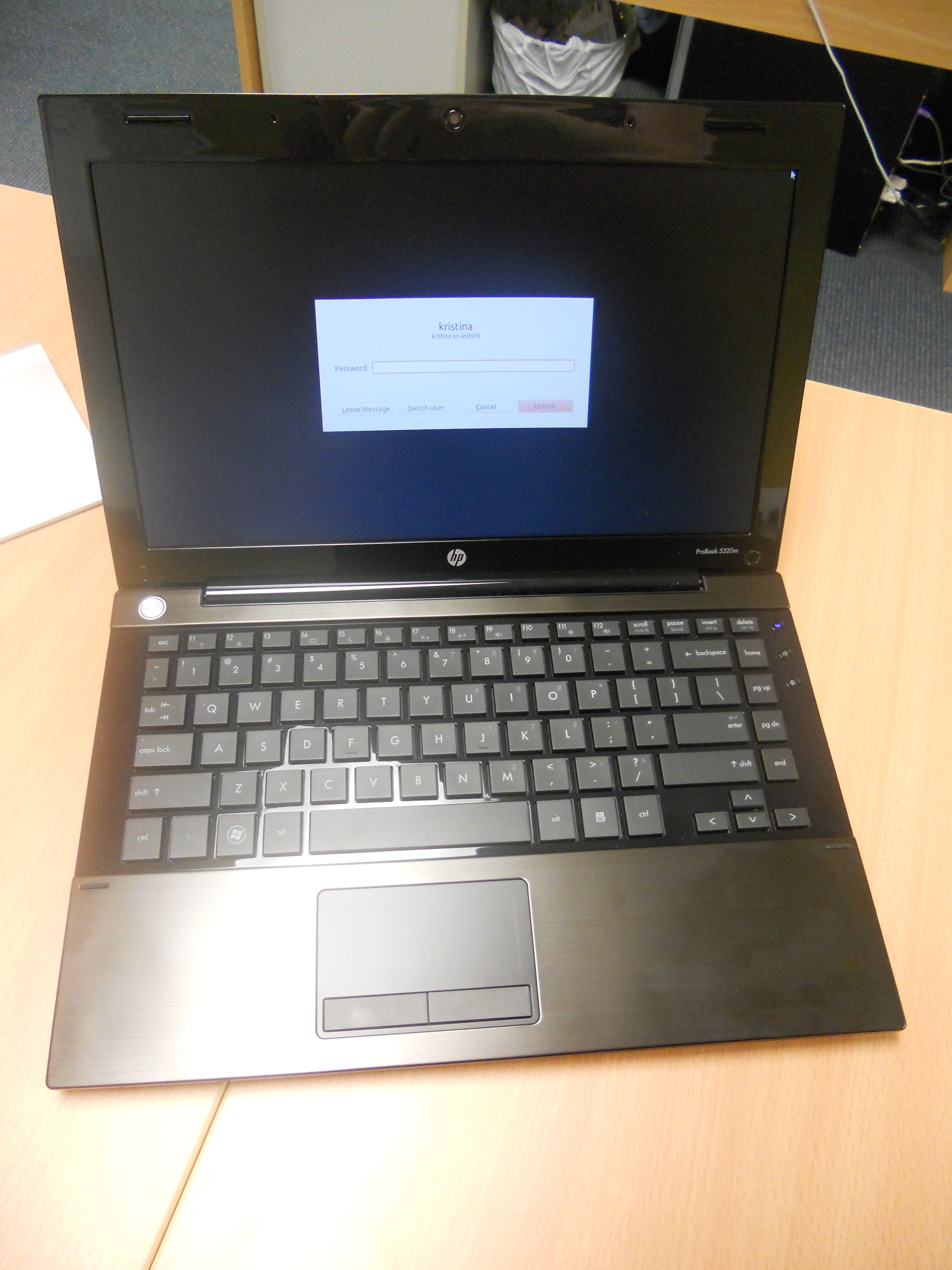
HP Probook 5320m
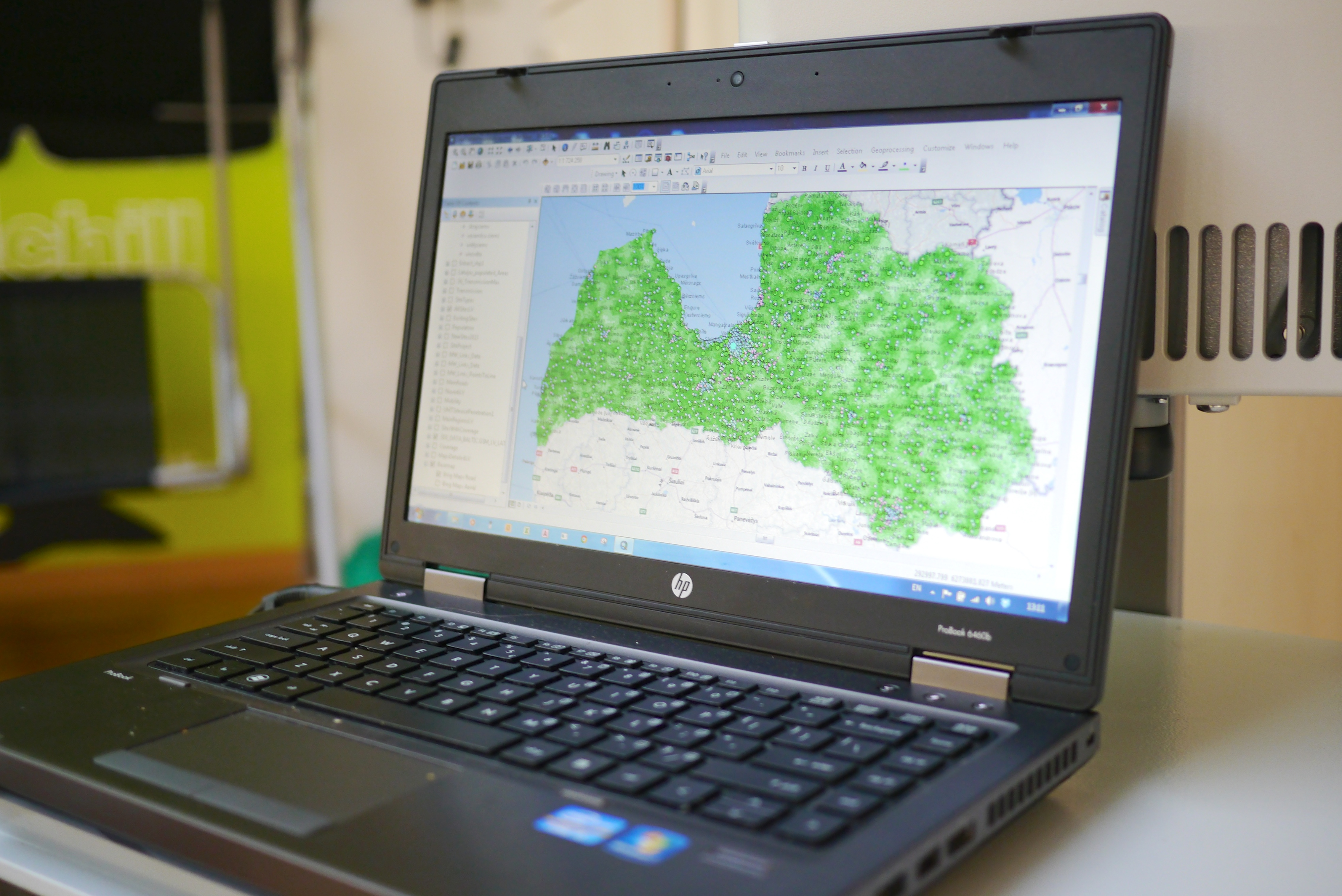
HP ProBook 6460b

## 引用
1. 1 2  . www.hp.com.   [2022-04-06] （中文（中国大陆））.
2. ↑  . Engadget.   [2022-04-06]. （原始内容存档于2022-04-06） （美国英语）.
3. ↑  MobileScout.com. . MobileScout.com.   [2022-04-07]. （原始内容存档于2022-04-07） （英语）.
4. ↑  MobileScout.com. . MobileScout.com.   [2022-04-07]. （原始内容存档于2022-04-07） （英语）.
5. ↑  Kidman, Alex. . CNET.   [2022-04-07]. （原始内容存档于2022-04-07） （英语）.
6. ↑  . community.spiceworks.com.   [2022-04-07].
7. ↑  . icecat.biz.   [2022-04-07].
8. ↑  . Engadget.   [2022-04-06]. （原始内容存档于2022-04-06） （美国英语）.
9. ↑  Leitner, J. Simon. . Notebookcheck.   [2022-04-07]. （原始内容存档于2022-02-08） （英语）.
10. ↑  MobileScout.com. . MobileScout.com.   [2022-04-07] （英语）.[]
11. ↑  Nguyen, Vincent. . SlashGear.com. 2009-10-12  [2022-04-06]. （原始内容存档于2022-04-06） （美国英语）.
12. ↑  . HP Fansite. 2010-01-06  [2022-04-06]. （原始内容存档于2022-04-15）.
13. ↑  . Engadget.   [2022-04-07]. （原始内容存档于2015-09-06） （美国英语）.
14. ↑  Müller, Bernd. . Notebookcheck.   [2022-04-07]. （原始内容存档于2022-04-07） （英语）.
15. ↑  . Trusted Reviews.   [2022-04-07]. （原始内容存档于2021-11-18） （英语）.
16. ↑  Stein, Scott. . CNET.   [2022-04-07]. （原始内容存档于2022-04-07） （英语）.